# Tetragnatha cylindrica
Tetragnatha cylindrica este o specie de păianjeni din genul Tetragnatha, familia Tetragnathidae, descrisă de Charles Athanase Walckenaer în anul 1842. Conform Catalogue of Life specia Tetragnatha cylindrica nu are subspecii cunoscute.